# Пароди, Джузеппе
Джузеппе Пароди (итал. Giuseppe Parodi; 17 декабря 1892, Верчелли, Пьемонт — 1 марта 1984, Верчелли, Пьемонт) — итальянский футболист, полузащитник. Участник летних Олимпийских игр 1920 года.

## Биография
Джузеппе Пароди родился 17 декабря 1892 года в итальянском городе Верчелли.
Играл в футбол на позиции полузащитника. В 1910—1915 годах выступал за «Казале», в составе которого в 1914 году стал чемпионом Италии и провёл 75 матчей, забив 2 гола. В сезоне-1918/19 защищал цвета «Миланезе». В 1919—1923 годах играл за «Про Верчелли», в составе которого был чемпионом страны в 1921 и 1922 годах, провёл 84 матча, забил 2 мяча.
В 1913—1920 годах провёл 4 матча за сборную Италии, мячей не забивал. Дебютным стал товарищеский поединок 15 июня 1913 года в Вене против Австрии (0:2).
В 1920 году вошёл в состав сборной Италии по футболу на летних Олимпийских играх в Антверпене, занявшей 4-е место. Играл на позиции полузащитника, участвовал в 2 матчах против Норвегии (2:1 доп. вр.) и Испании (0:2), мячей не забивал.
Умер 1 марта 1984 года в Верчелли.

## Достижения

### Командные
«Казале»
- Чемпион Италии (1): 1913/14.

«Про Верчелли»
- Чемпион Италии (2): 1920/21, 1921/22.